# Vadertje Vorst (sprookje)

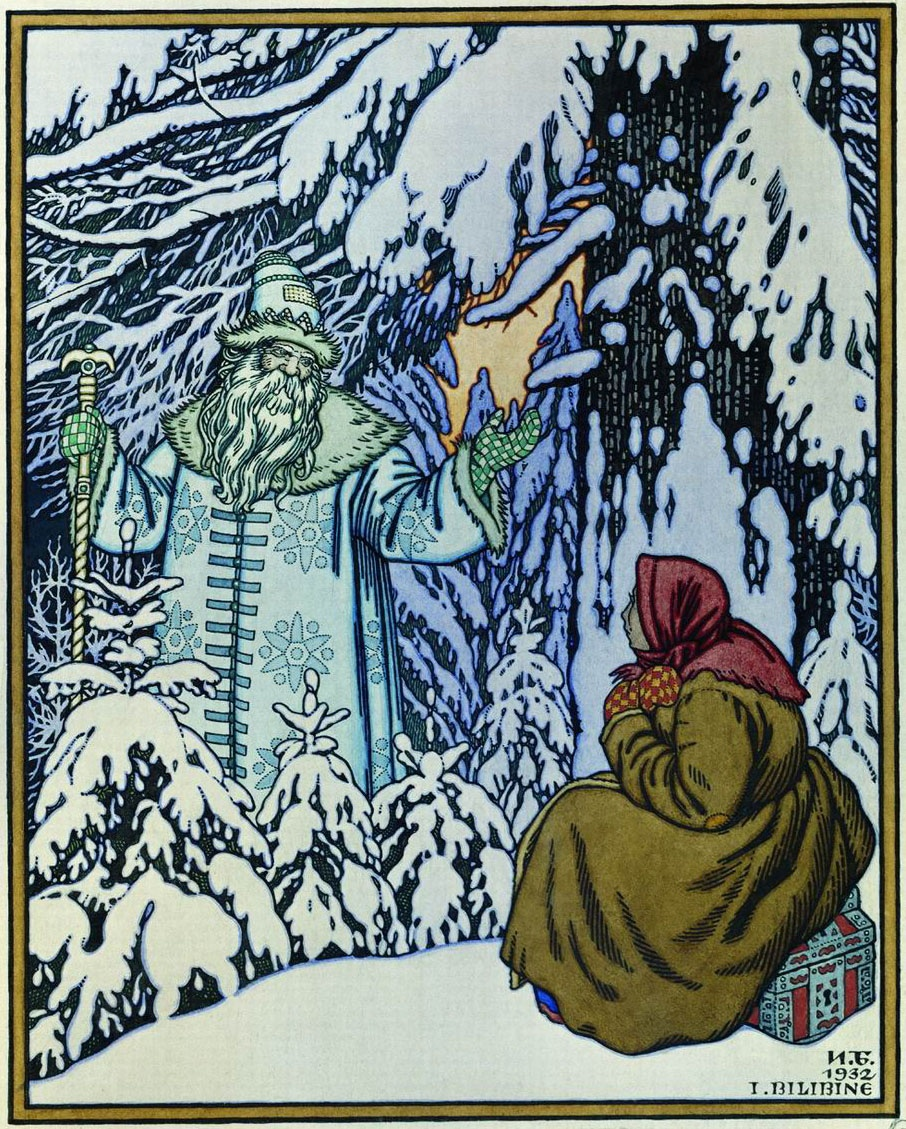
Illustratie van Ivan Bilibin

Vadertje Vorst (Russisch: Морозко, Morozko) is een Russisch sprookje verzameld door Aleksandr Afanasjev in Narodnye roesskije skazki. Andrew Lang nam het sprookje op onder de naam "The Story of King Frost" in The Yellow Fairy Book.
Het is in de catalogering van volksverhalen van Aarne-Thompson een type 480: Het lieve en niet-lieve kind. Andere sprookjes en verhalen van dit type zijn: Shita-kiri Suzume, Diamonds and Toads, Vrouw Holle, The Three Heads in the Well, De drie mannetjes in het bos, The Enchanted Wreath, The Old Witch en The Two Caskets. Literaire varianten omvatten The Three Fairies en Aurore and Aimée. Zie ook De engelen van de seizoenen, Het boshuis.

## Verhaal
Een vrouw had een dochter en een stiefdochter die zij haatte. Op een dag stuurde ze haar man eropuit met haar stiefdochter om haar mee te nemen in de wintervelden, om haar daar achter te laten. Vadertje Vorst vond haar daar en zij was beleefd en aardig voor hem. Hij gaf haar een kist vol mooie dingen en mooie kleding. Toen de stiefmoeder haar man de velden instuurde om haar lichaam op te halen om te begraven, zei de hond dat zij mooi en gelukkig terug zou keren. Ondanks de omkoping met een pannenkoek bleef hij dit zeggen.
Toen de stiefmoeder zag wat haar stiefdochter meegenomen had, gaf ze opdracht aan haar man om haar eigen dochter mee te nemen in de wintervelden. Het meisje was onbeleefd tegen Vadertje Vorst en hij vroor haar dood. Toen de man eropuit gestuurd werd om haar terug te brengen, zei de hond dat ze zou worden begraven. Hij bleef dit herhalen ondanks omkoping met een pannenkoek. Toen de man het lichaam terugbracht huilde de oude vrouw.